# Królewscy administratorzy Wysp Owczych
Królewski administrator (farer., duń. Rigsombudsmand), zwany w niektórych źródłach gubernatorem, na Wyspach Owczych jest reprezentantem monarchy duńskiego. Nie może on ingerować w politykę wewnętrzną archipelagu, gdyż ta jest zupełnie niezależna. Do 1948 roku na Wyspach ciążył duński monopol handlowy, miały też ograniczone prawa co do administracji wewnętrznej. Pierwsze referendum w tej sprawie zainicjowane przez Løgting miało miejsce w 1946, ale wzięło w nim udział zbyt mało osób, dopiero dwa lata później archipelag dostał pełnię władzy wewnętrznej, co odbiło się na Królewskich administratorach, którzy od tamtej pory stali się rzecznikami woli króla na Wyspach Owczych tracąc większość przywilejów. Odbyła się też wtedy zmiana nazwy z Amtmand (duń. Prefekt) na współczesną Rigsombudsmand.

## Prefekci i administratorzy na przestrzeni lat

### Prefekcizelandzcy(1776do1816)
| Lata rządów | Imię i nazwisko        | Lata urodzenia i śmierci |
| ----------- | ---------------------- | ------------------------ |
| 1776–1787   | Henrik Brockenhuus     | 1720–1803                |
| 1787–1790   | Gregers von Haxthausen | 1732–1802                |
| 1790–1802   | Johan Knuth            | 1746–1802                |
| 1802–1810   | Frederik Hauch         | 1754–1839                |
| 1810–1816   | Verner Moltke          | 1755–1835                |

### Prefekci duńscy (1816do1948)
| Lata rządów | Imię i nazwisko      | Lata urodzenia i śmierci |
| ----------- | -------------------- | ------------------------ |
| 1816–1825   | Emilius Løbner       | 1766–1849                |
| 1825–1830   | Christian Tillisch   | 1797–1844                |
| 1830–1837   | Frederik Tillisch    | 1801–1889                |
| 1837–1849   | Christian Pløyen     | 1803–1867                |
| 1849–1862   | Carl Dahlerup        | 1813–1890                |
| 1862–1871   | Peter Holten         | 1816–1892                |
| 1871–1885   | Hannes Finsen        | 1828–1892                |
| 1885–1897   | Lorentz Buchwaldt    | 1841–1933                |
| 1897–1911   | Christian Bærentsen  | 1862–1944                |
| 1911–1918   | Svenning Rytter      | 1875–1955                |
| 1918–1920   | Victor Stahlschmidth | 1884–1920                |
| 1920–1929   | Elias Olrik          | 1885–1975                |
| 1929–1936   | Hjalmar Ringberg     | 1889–1978                |
| 1936–1945   | Carl Hilbert         | 1899–1953                |
| 1945–1948   | Cai Vagn-Hansen      | 1911–1990                |

### Królewscy administratorzy (1948do dziś)
| Lata rządów | Imię i nazwisko      | Lata urodzenia i śmierci |
| ----------- | -------------------- | ------------------------ |
| 1948–1954   | Cai Vagn-Hansen      | 1911–1990                |
| 1954–1961   | Niels Elkær-Hansen   | 1915–2007                |
| 1961–1972   | Mogens Wahl          | 1918–1986                |
| 1972–1981   | Leif Groth           | 1930–2009                |
| 1981–1988   | Niels Bentsen        | 1936–                    |
| 1988–1995   | Bent Klinte          | 1939–                    |
| 1995–2001   | Vibeke Larsen        | 1944–                    |
| 2001–2005   | Birgit Kleis         | 1956–                    |
| 2005–2008   | Søren Christensen    | 1940–                    |
| 2008–2017   | Dan M. Knudsen       | 1962–                    |
| 2017–       | Lene Moyell Johansen | 1968–                    |